# Kastilien

Alt- und Neukastilien (rot) und angrenzende Gebiete (schraffiert):
Provinzen Altkastiliens: Burgos, Palencia, Valladolid, Ávila, Soria und Segovia;
Provinzen Neukastiliens: Madrid, Guadalajara, Toledo, Cuenca und Ciudad Real
schraffierte Gebiete: Kantabrien, La Rioja, León, Zamora, Salamanca und Albacete

Kastilien (spanisch Castilla) ist eine auf der zentralen Hochebene Spaniens gelegene Landschaft, deren Bezeichnung auf das gleichnamige mittelalterliche Königreich zurückgeht. Dessen Name wiederum beruht auf den zahlreichen Burgen (castillos), die bis heute die Landschaft prägen.

## Geographie

### Grenzen
Kastilien umfasst die heutigen Autonomen Regionen Kastilien-La Mancha, die Autonome Gemeinschaft Madrid und den größten Teil von Kastilien und León. Östlich grenzt Kastilien an Aragonien, im Norden an La Rioja, Navarra, das Baskenland und an Kantabrien, im Westen an die drei ehemaligen Provinzen des Königreichs León (León, Zamora und Salamanca), im Südwesten an die zur Extremadura gehörenden Provinz Cáceres und Mérida, im Süden an Andalusien und im Südosten an die Provinz Albacete und die Valencianische Gemeinschaft. Da Kastilien heute aber keine eigene politische oder verwaltungsmäßige Einheit mehr darstellt, ist der genaue territoriale Umfang nicht trennscharf abzugrenzen.

### Landschaft
Das bis zu 2500 m hohe kastilische Scheidegebirge unmittelbar nördlich von Madrid teilt die 600 bis 900 m hoch gelegene Landschaft (auch Iberische Meseta genannt) in das nördliche „Altkastilien“ und das südliche „Neukastilien“, das auch die Mancha (von arabisch المنشرة al-manschara ‚flaches Land‘) umfasst.

### Flüsse
Kastilien hat nur wenige größere Flüsse, die allesamt nach Westen in den Atlantik fließen – der wichtigste in „Altkastilien“ ist der Duero, für „Neukastilien“ sind der Tajo und der Guadiana von Bedeutung. Sie nehmen zahlreiche kleinere Nebenflüsse auf, von denen einige aber im Sommer austrocknen können.

### Städte
AltkastilienAranda de Duero (33.172), Ávila (57.730), Burgos (180.000), Palencia (76.302), Segovia (50.802), Soria (39.450), Valladolid (295.639)
NeukastilienCiudad Real (74.850), Cuenca (53.389), Guadalajara (85.000), Puertollano (50.000), Toledo (85.000)
Autonome Gemeinschaft MadridMadrid (3,2 Mill.) zzgl. ca. 10 Städte mit mehr als 100.000 Einwohnern und ca. 10 weiteren Städte mit mehr als 50.000 Einwohnern

## Wirtschaft
Alt- und Neukastilien sind Agrarlandschaften von großer Weiträumigkeit. Wegen der geringen Niederschläge und den kaum vorhandenen Bewässerungsmöglichkeiten sind die Erträge jedoch im Vergleich zu Mitteleuropa eher gering. Nicht zuletzt deshalb spielt der Weinbau eine große Rolle. Der Großraum Madrid ist eines der wichtigsten Industriezentren Spaniens und ganz Europas. Der innerspanische und europäische Tourismus hat in den letzten Jahrzehnten des 20. Jahrhunderts deutlich an Bedeutung gewonnen.

## Sprache
Nach dieser Landschaft wird die spanische Sprache vor allem zur Abgrenzung von den anderen in Spanien gesprochenen Sprachen häufig als castellano („Kastilisch“) bezeichnet, da hier jener Dialekt gesprochen wurde und wird, der die Grundlage des modernen Standardspanisch bildete.

## Geschichte

### Ursprünge, Namensherkunft

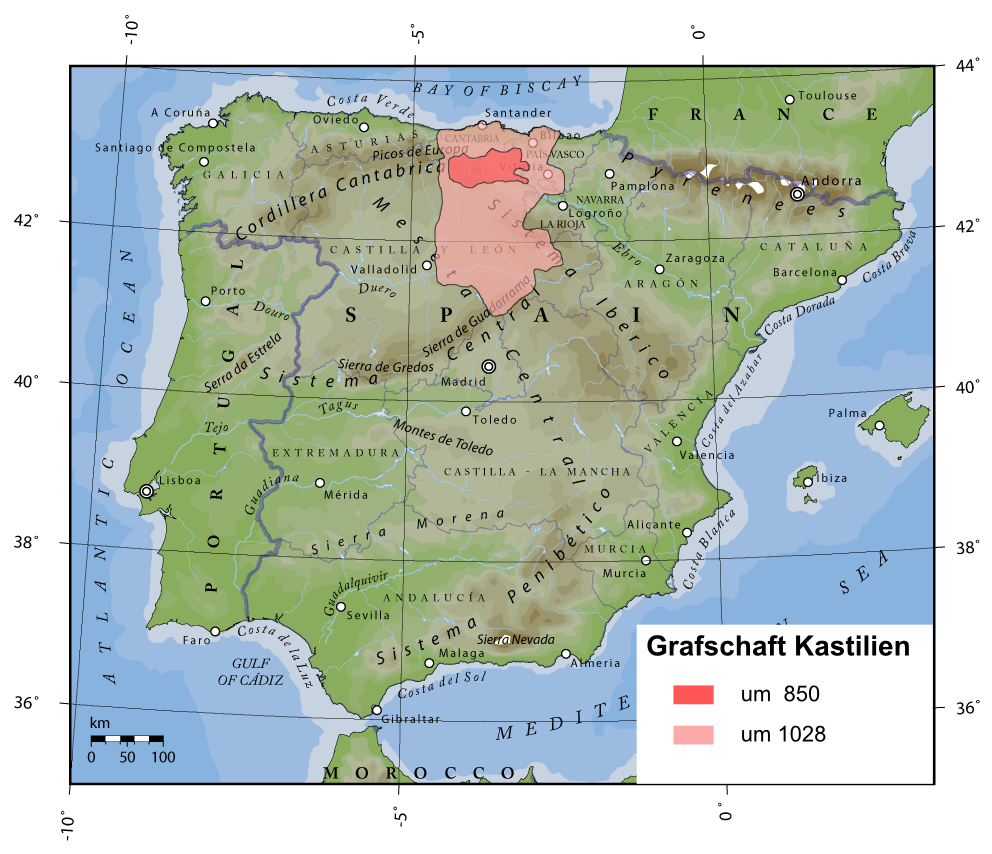
Grafschaft Kastilien, 850/1028

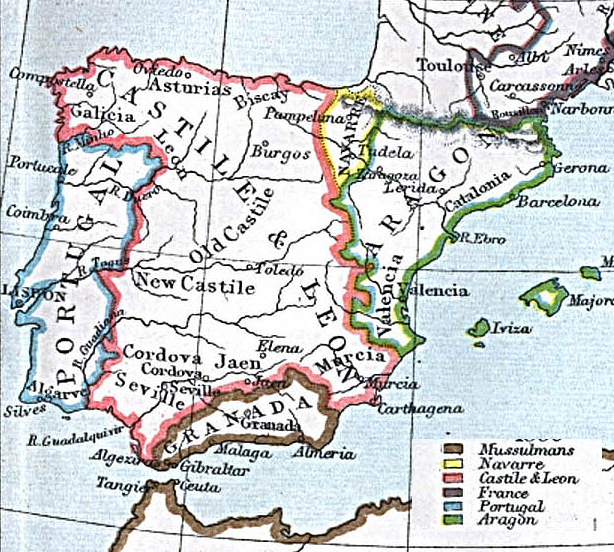
Karte Kastiliens, 1360

Krone Kastilien, 1492

Kastilien, das Gebiet des oberen Ebro, hieß bis um 800 Bardulien (nach dem Stamm der dort lebenden Bardulier). Der Name Kastilien ist erstmals in einer lateinischen Urkunde aus dem Jahr 800 bezeugt, wo von einer Kirche in territorio Castelle („im Burgenland“) die Rede ist. Diesen Namen verdankte die Region den vielen Kastellen (lateinisch castella, spanisch castillos), die dort zum Schutz vor Angriffen der Araber errichtet worden waren. Das Land wurde im 8. und 9. Jahrhundert von den Königen von Asturien im Kampf gegen die Araber erobert und gehörte später zu dessen Nachfolgereich, dem Königreich León.

### Grafschaft Kastilien
Die Königreiche Asturien bzw. Leon ließen Kastilien durch einheimische Grafen verwalten (vgl. Liste der Herrscher von Kastilien). Diese erhoben sich um 925 gegen den König von León und bauten das Gebiet zu einer selbständigen Herrschaft aus, zunächst als Bündnispartner des Kalifen von Córdoba. Ferdinand González wurde so erster zeitweise eigenständiger Graf von Kastilien. Durch Aufstände gegen die Könige Ramiro II. (931–950), Ordoño III. (950–957) und Sancho I. (957–966) suchte er die Unabhängigkeit seines Landes von León zu erreichen.
Sein Sohn García Fernandez herrschte auch bis zum Jahr 1000 fast selbständig. Dessen Sohn und Nachfolger Sancho hinterließ die Herrschaft seinem Sohn, dem Grafen García, und nach dessen Ermordung 1026 ging sie auf Sanchos Schwiegersohn über, den König Sancho Mayor von Navarra, bei dessen Tod im Jahr 1035 sein Sohn Ferdinand Kastilien erbte.

### Königreich Kastilien und Krone von Kastilien
Im Jahr 1037 eroberte Graf Ferdinand von Kastilien das Königreich León und wurde zu dessen König gekrönt, womit León und Kastilien wieder vereint wurden. Für die kurzen Zeiträume 1065–1072 und 1175–1230 war Kastilien, nun jedoch als Königreich Kastilien, wieder vom Königreich León getrennt.
Im Jahr 1230 erfolgte die endgültige Vereinigung der beiden Königreiche zu Kastilien-León. Dieses Reich wird häufig als Krone von Kastilien oder einfach Kastilien bezeichnet. Im weiteren Verlauf der Reconquista erwarb es umfangreiche Gebiete und umfasste bei deren Abschluss (1492) den Norden, die Mitte und den Süden der Iberischen Halbinsel. Im Westen grenzte es an Portugal und im Osten an die Gebiete der Krone von Aragón und an Navarra.

### Einigung Spaniens
Auch nach der Einigung Spaniens durch die Katholischen Könige behielten die Reichsteile der Krone von Kastilien – ebenso wie die Krone von Aragón und Navarra – ihre eigenen Rechtsordnungen und Institutionen. Zunächst handelt es sich um eine reine Personalunion. Erst Anfang des 18. Jahrhunderts verwandeln die Bourbonen Spanien in einen Zentralstaat und erstrecken das kastilische Rechts- und Verwaltungssystem weitgehend auch auf die anderen Reichsteile.

## Moderne Verwaltungsgliederung ab 1833

„Historische Regionen“ Alt- und Neukastilien, 1833

Die mit der Krone von Kastilien assoziierten Königreiche wurden 1833 im Zuge einer durch den Minister Javier de Burgos durchgeführten territorialen Neugliederung Spaniens in historische Regionen eingeteilt, die wiederum in Provinzen gegliedert wurden. Diese Provinzeinteilung besteht heute noch weitgehend unverändert fort. Dabei wurden die Provinzen zu „historischen Regionen“ zusammengefasst. Zwei von diesen führten die Bezeichnung Kastilien im Namen:
- Altkastilien (Castilla la Vieja): Santander (heute: Kantabrien), Valladolid, Palencia, Burgos, Logroño (heute: La Rioja), Ávila, Segovia, Soria
- Neukastilien (Castilla la Nueva): Madrid, Guadalajara, Toledo, Ciudad Real, Cuenca

Allerdings hatten die „historischen Regionen“ keinerlei eigene Kompetenzen oder Institutionen, sie dienten allein der begrifflichen Zusammenfassung verschiedener Provinzen.
Bei dieser Gliederung blieb es bis 1975, wobei während der Franco-Diktatur (1936/39–1975) Regionalisierungsbestrebungen rigide unterdrückt wurden. In der Phase des Übergangs zur Demokratie (transición) war daher auch das Thema der Regionalisierung eine der drängendsten und am meisten umstrittenen Fragen. Bei der Beratung der zukünftigen Verfassung verständigte man sich dazu auf einen Minimalkompromiss, der lediglich einen sehr weiten Rahmen für die spätere Bildung „Autonomer Gemeinschaften“ (auf Grundlage der bestehenden Provinzen) und deren Kompetenzen vorsah.
Das Ergebnis des Konstituierungsprozesses der Autonomen Gemeinschaften in den kastilischen Gebieten ergab folgendes Bild:
- Die Randprovinzen Santander und Logroño, die zur „historischen Region“ Altkastilien gehört hatten, bildeten als Kantabrien bzw. La Rioja eigene uniprovinziale Autonome Gemeinschaften.
- Die restlichen Provinzen Altkastiliens bildeten gemeinsam mit den Provinzen der „historischen Region“ León (León, Zamora, Salamanca) die Autonome Gemeinschaft Kastilien-León (Castilla y León).
- Die Provinz Madrid, die historisch und geographisch zu Neukastilien zu zählen ist, bildete ebenfalls eine eigene uniprovinziale Autonome Gemeinschaft.
- Die restlichen Provinzien der „historischen Region“ Neukastilien bildeten zusammen mit der Provinz Albacete die Autonome Gemeinschaft Kastilien-La Mancha.

Spätestens seit 1833 besteht damit Kastilien als eigene politische bzw. Verwaltungs-Einheit nicht mehr.

## Heutige Region Kastilien

Autonome Gemeinschaften Kastilien-León, Madrid und Kastilien-La Mancha (seit 1983)

Kastilien ist daher heute nur noch die Bezeichnung für eine Landschaft, deren territoriale Ausdehnung je nach Sichtweise unterschiedlich definiert wird, was insbesondere für folgende Gebiete gilt:
- Die heutigen Autonomen Gemeinschaften Kantabrien und La Rioja waren historisch Teile des Königreichs Kastilien. Geographisch liegen sie allerdings jenseits der die Meseta umgebenden Randgebirge (Kantabrien am Atlantik, La Rioja im Ebrobecken).
- Die Provinzen León, Zamora und Salamanca (vereinzelt zusätzlich auch Valladolid und Palencia) werden teilweise als eine von Kastilien zu unterscheidende Landschaft León angesehen. Aus historischer Sicht spricht dafür, dass diese Gebiete immer zum Königreich León (bzw. zum Teilkönigreich León innerhalb der Krone Kastilien) und nie zum eigentlichen Königreich Kastilien gehörten und dass auch der südliche Teil des ehemaligen Königreichs León, die Extremadura, begrifflich nicht unter „Kastilien“ gefasst wird. Landschaftlich allerdings gehen Kastilien und León in der nördlichen Meseta ununterscheidbar ineinander über.
- Bis zur Errichtung der Provinz Albacete im Jahre 1833 hatte ihr Gebiet jeweils etwa zur Hälfte zum Teilkönigreich Toledo (Neukastilien) und zum Teilkönigreich Murcia gehört. 1833 war sie der „historischen Region“ Murcia zugeordnet worden. Heute gehört sie der Autonomen Gemeinschaft Kastilien-La Mancha an.

## Sehenswürdigkeiten
Aufgrund seiner langen Geschichte und seiner Bedeutung in der frühen Neuzeit verfügt Altkastilien über außerordentlich zahlreiche und eindrucksvolle historische Sehenswürdigkeiten; diese reichen von den romanischen Kirchen und Klöstern im Norden (z. B. San Esteban de Gormaz) bis zu den Mudéjar-Kirchen im Südwesten (z. B. Cuéllar). Neukastilien beeindruckt dagegen hauptsächlich durch die Bauten von Toledo.

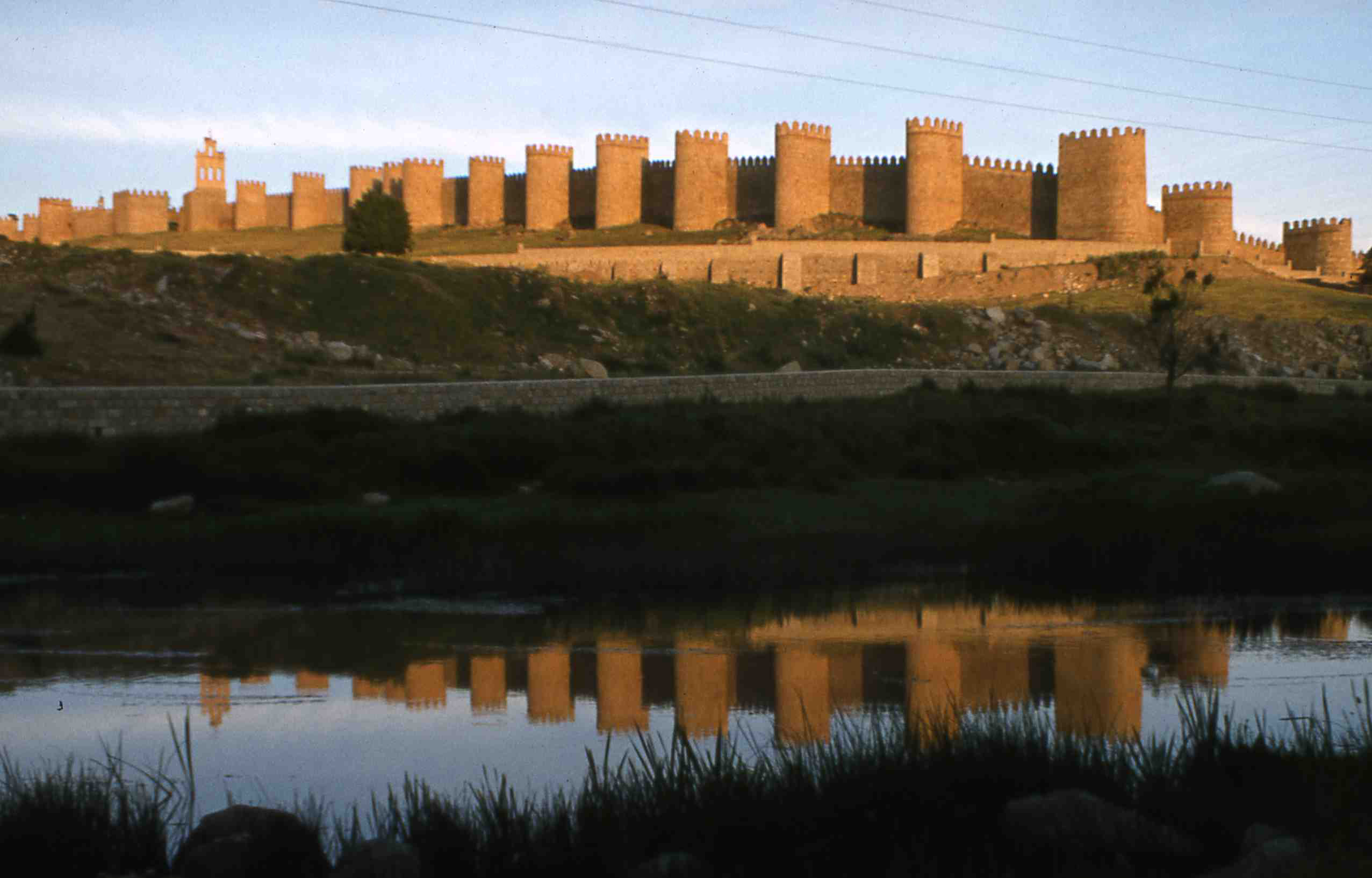
Stadtmauern von Ávila
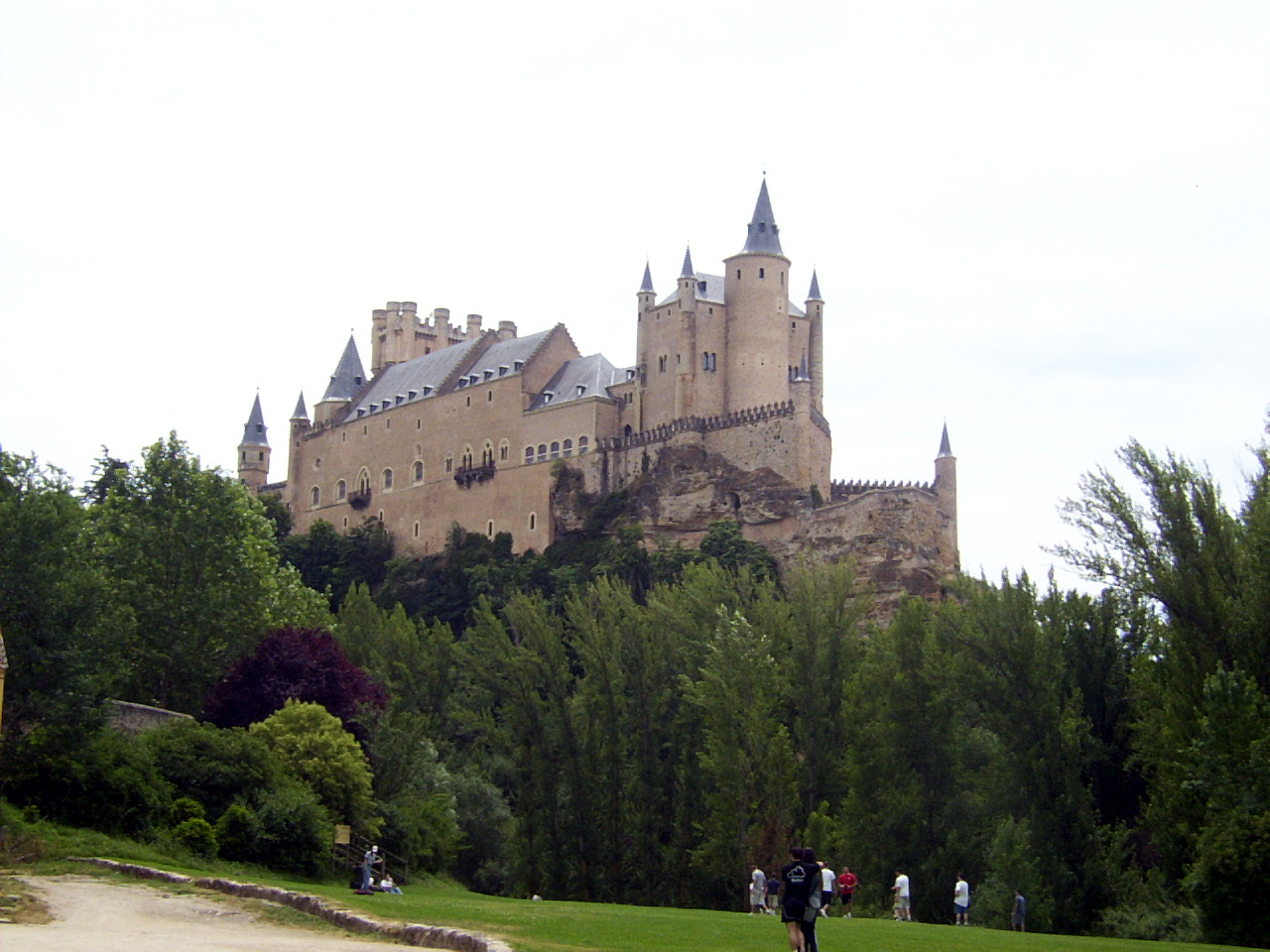
Alcázar von Segovia
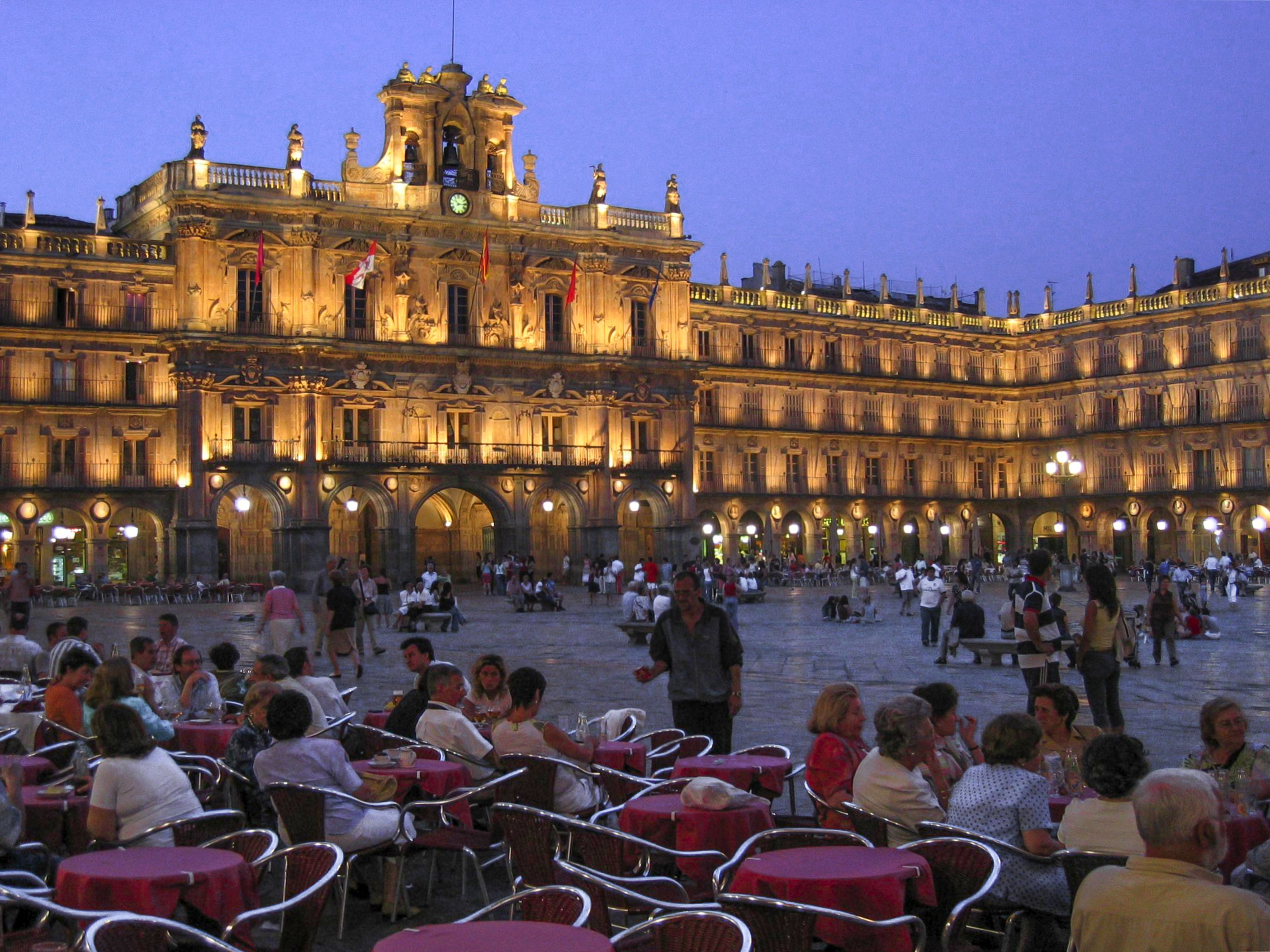
Plaza Mayor von Salamanca
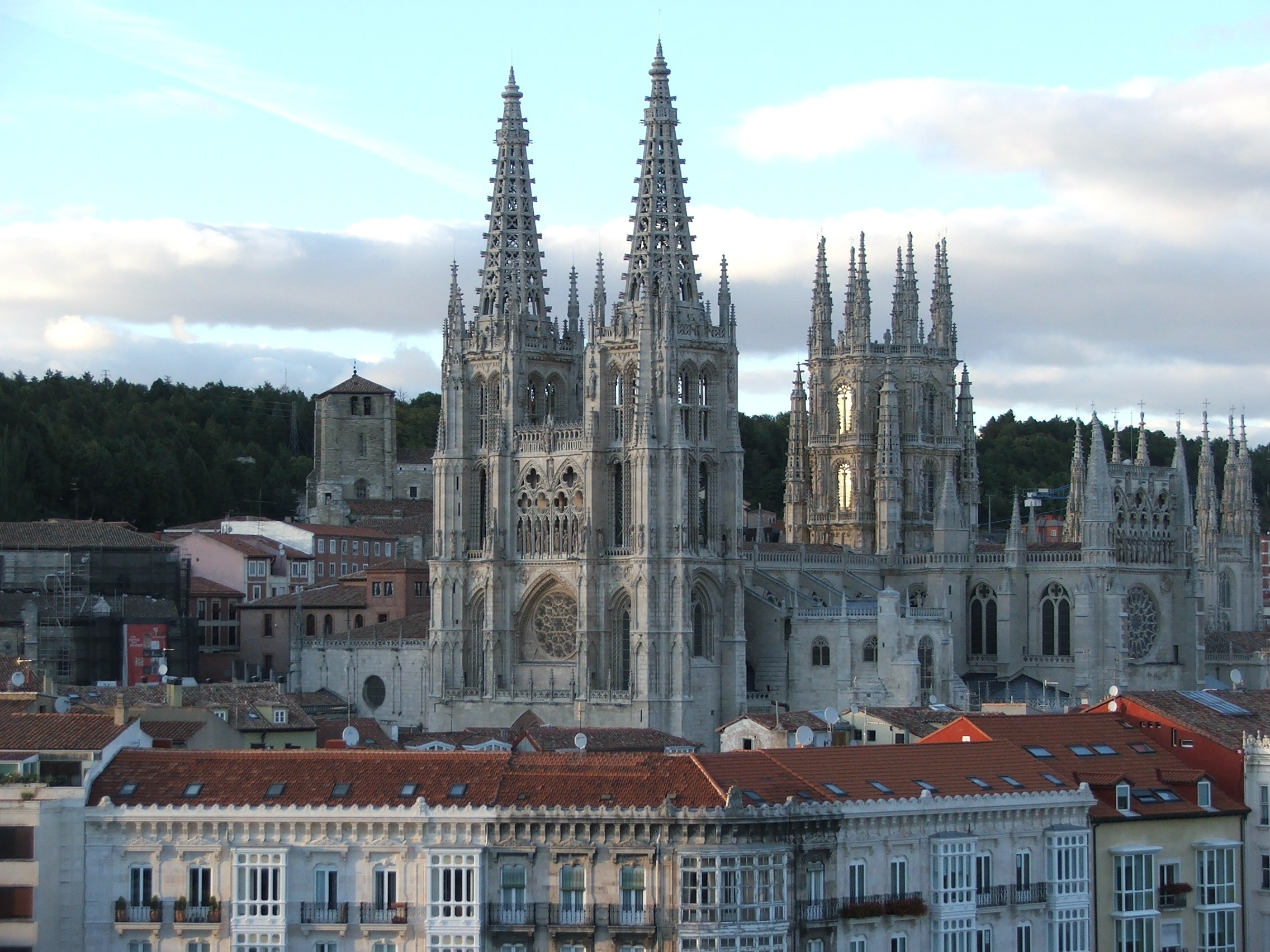
Kathedrale von Burgos
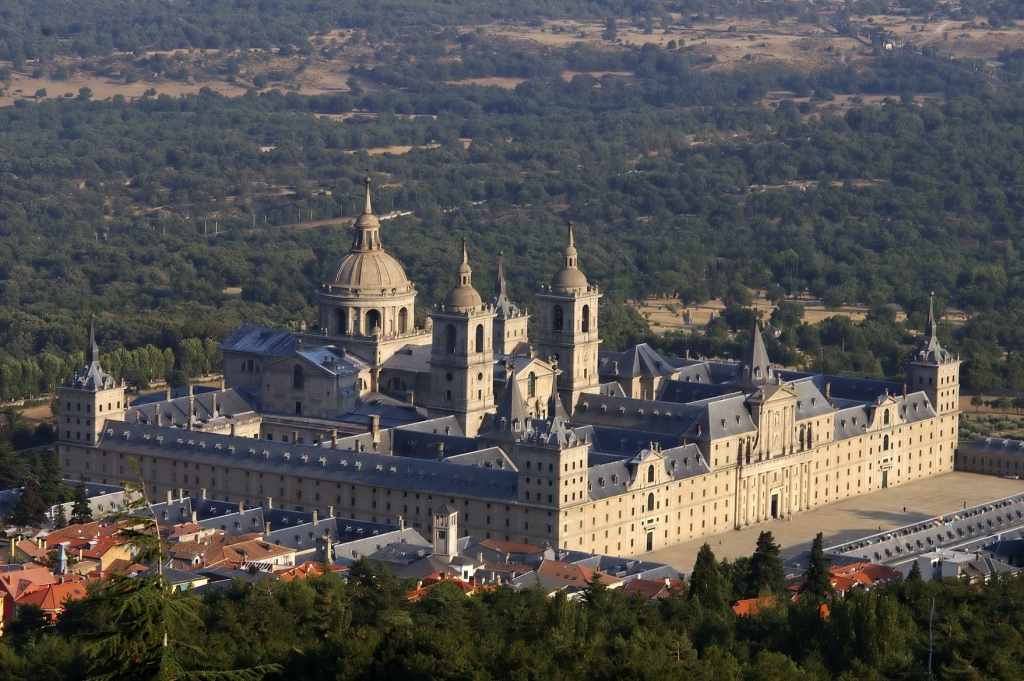
San Lorenzo de El Escorial bei Madrid
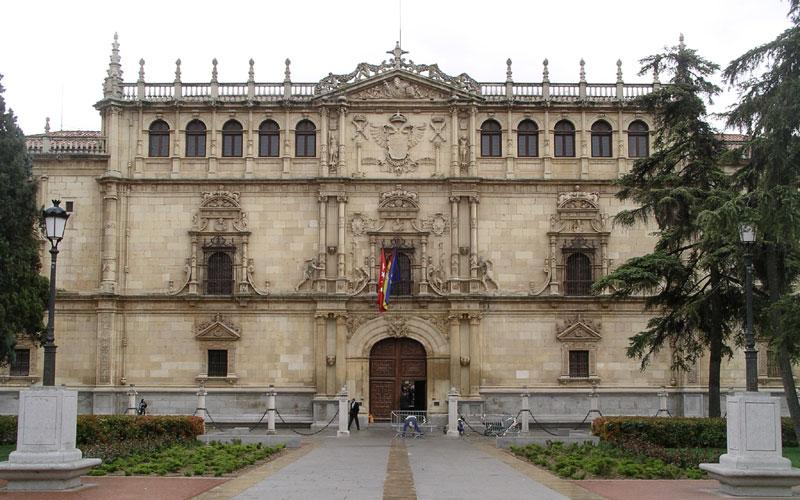
Universität Alcalá de Henares
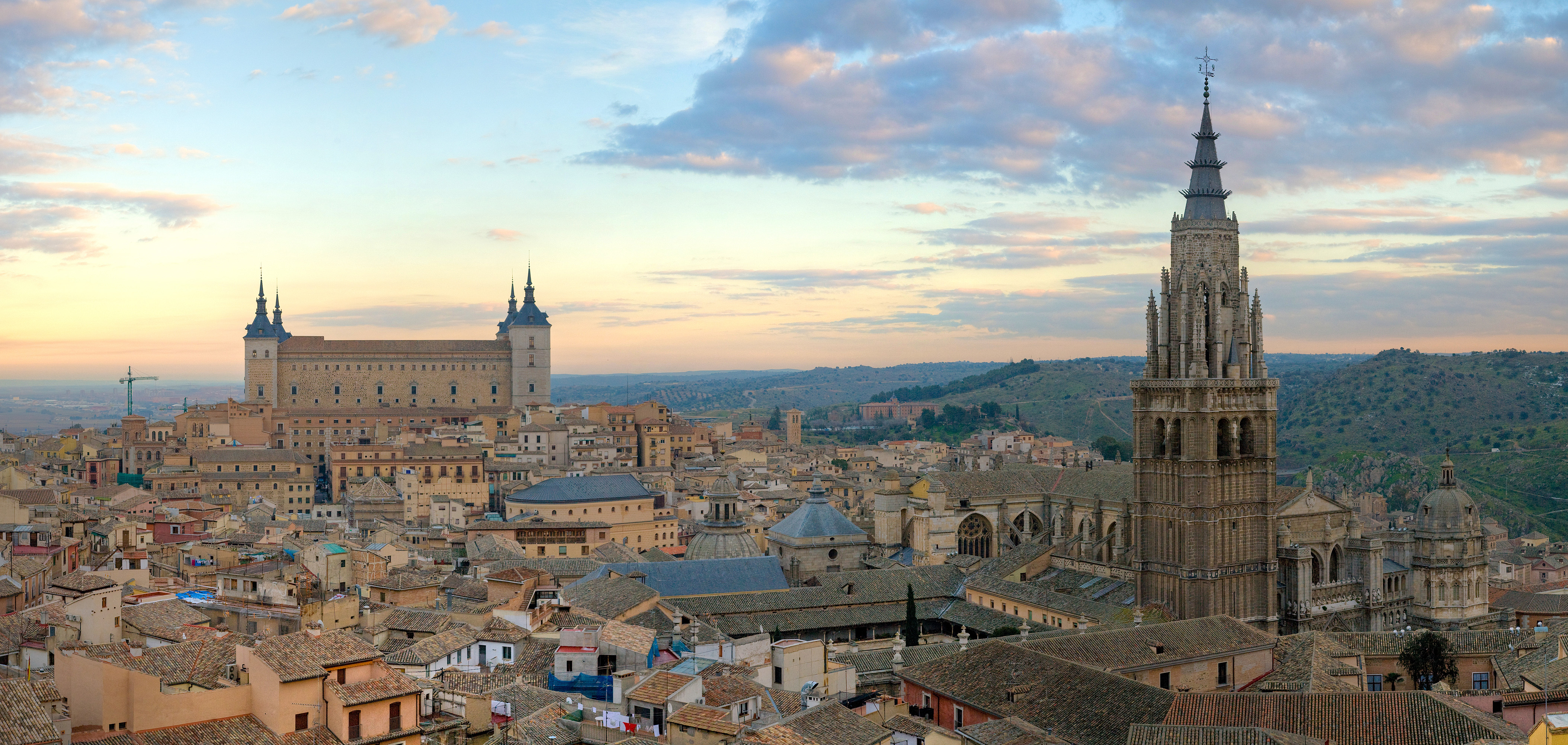
Blick über Toledo
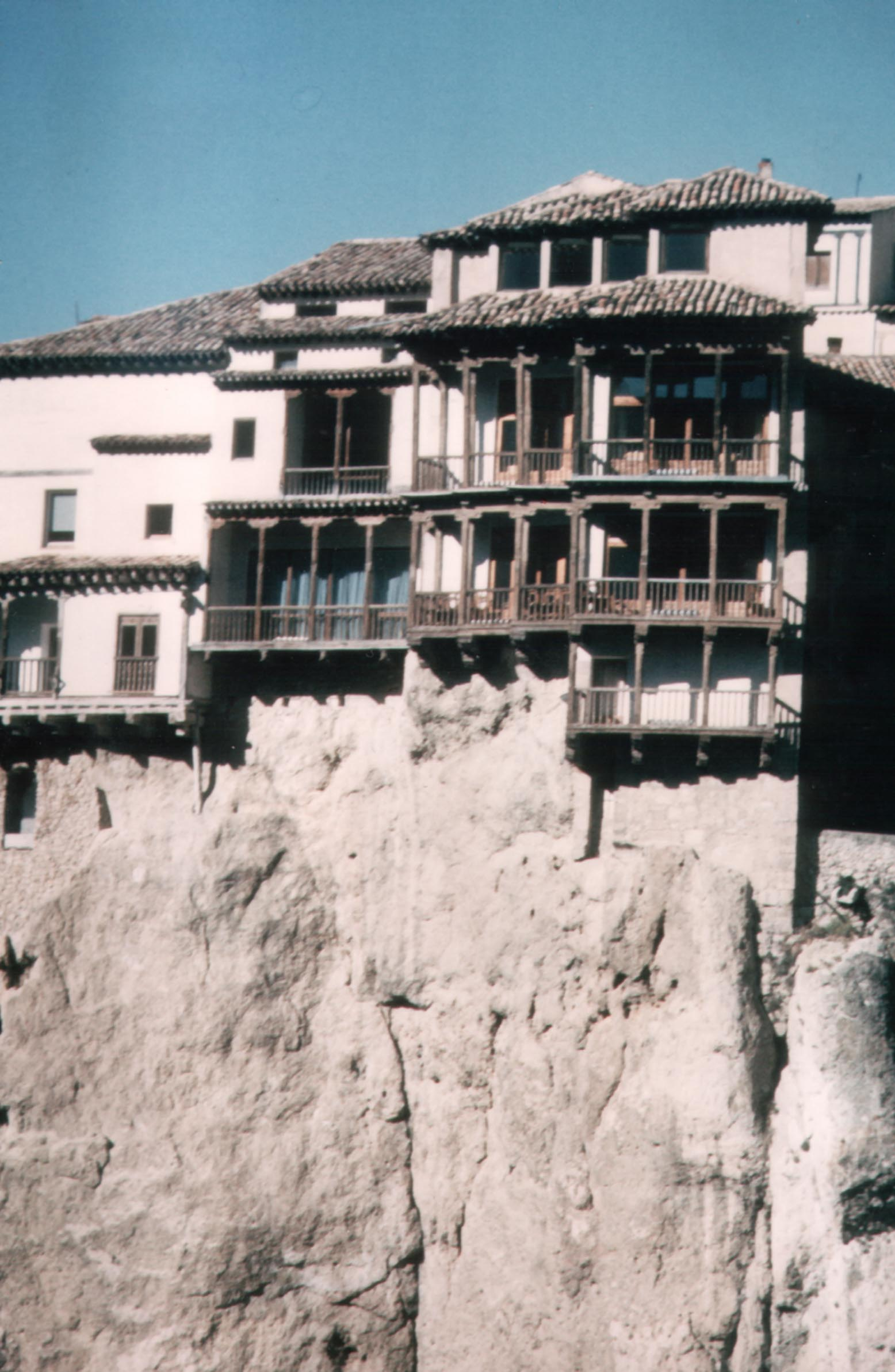
Hängende Häuser in Cuenca
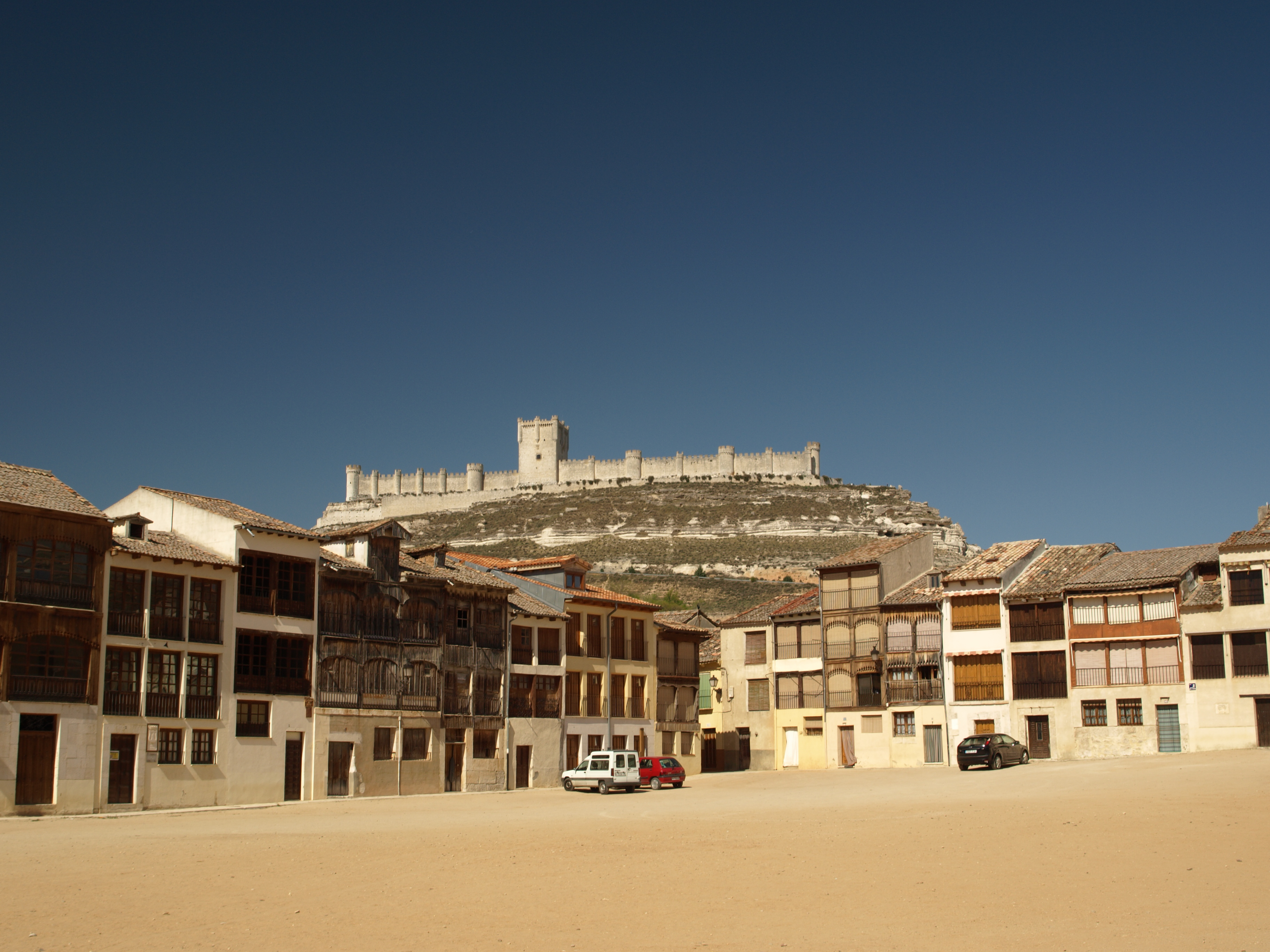
Peñafiel (Altkastilien)
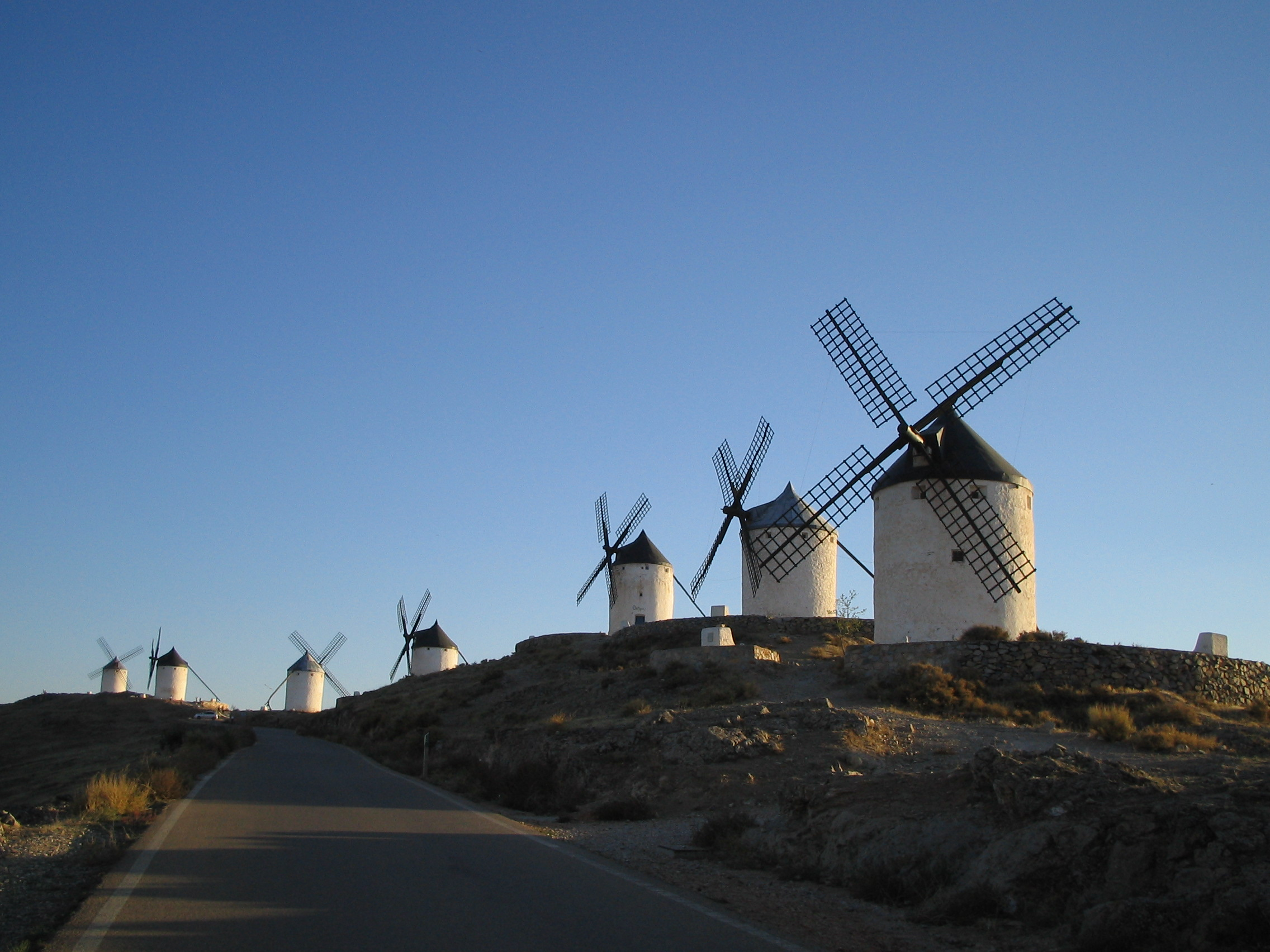
Windmühlen von Consuegra (Neukastilien)